# 1º settembre
Il 1º settembre o primo settembre è il 244º giorno del calendario gregoriano (il 245º negli anni bisestili). Mancano 121 giorni alla fine dell'anno. Inizia l'autunno meteorologico.
In quanto primo del mese, a differenza degli altri giorni, è solitamente scritto con l'indicatore ordinale. Tuttavia, sebbene sconsigliabile, è in aumento l'uso della forma con il numerale cardinale (1 settembre).

## Eventi
- 5509 a.C. – Inizia il primo anno del calendario bizantino. Secondo la tradizione bizantina questa è la data della creazione del mondo
- 396 a.C. – Marco Furio Camillo scioglie il voto fatto per la conquista di Veio, dedicando il Tempio di Giunone "Regina di Veio" sull'Aventino, in cui colloca la statua in legno della dea Giunone presa a Veio
- 100 – Plinio il Giovane pronuncia in Senato il Panegirico di Traiano
- 462 – Possibile inizio della prima indizione bizantina
- 1092 – Giovanni II Comneno diventa co-imperatore bizantino
- 1246 - L'imperatore Corrado IV di Svevia sposa Elisabetta di Wittelsbach
- 1485 – Domenico Ghirlandaio e il fratello David firmano il contratto per la decorazione ad affresco della Cappella Tornabuoni
- 1532 – Anna Bolena viene creata marchesa di Pembroke da Enrico VIII d'Inghilterra
- 1715 – Luigi XIV, re di Francia, muore dopo aver regnato per 72 anni; il regno più lungo di qualunque altro monarca europeo
- 1729 - Palermo viene scossa da un terremoto, provocando crolli e vittime nel centro storico
- 1752 – La Campana della Libertà (Liberty Bell) arriva a Filadelfia
- 1804 – Juno, uno dei più grandi asteroidi della fascia principale, viene scoperto dall'astronomo tedesco Karl Ludwig Harding
- 1847 – A Messina si verifica uno sfortunato tentativo di ribellione ai Borboni, ben presto sedato, forse a causa di una delazione
- 1862 – Guerra civile americana: battaglia di Chantilly
- 1864 – Guerra civile americana: il generale confederato John Bell Hood evacua Atlanta (Georgia), dopo un assedio di quattro mesi portato dalle truppe dell'Unione guidate dal generale William T. Sherman
- 1870 – I prussiani ottengono una vittoria decisiva nella battaglia di Sedan
- 1873 – Cetshwayo sale al trono come re degli Zulù a seguito della morte di suo padre Mpande
- 1875 – A seguito di un assassinio, viene bandita l'organizzazione di minatori irlandesi detti Molly Maguires, che protestavano contro le dure condizioni di lavoro a cui erano sottoposti negli Stati Uniti
- 1897 – Apre la metropolitana di Boston, la prima del Nord America
- 1902 – Viaggio nella Luna, considerato uno dei primi film di fantascienza, viene prodotto in Francia
- 1905 – Le province dell'Alberta e di Saskatchewan entrano a far parte della Confederazione canadese
- 1910 – Viene fondato lo Sport Club Corinthians Paulista, in Brasile
- 1914
  - San Pietroburgo, in Russia, cambia il suo nome in Pietrogrado
  - Nello zoo di Cincinnati muore l'ultimo esemplare di colomba migratrice
- 1917 – La Russia si proclama ufficialmente una repubblica
- 1920 – Il generale Henri Gouraud proclama la nascita del Grande Libano
- 1923 – Il grande terremoto di Kantō devasta Tokyo e Yokohama, uccidendo circa 100.000 persone
- 1928 – Ahmet Zogu dichiara che l'Albania è divenuta una monarchia e se ne proclama re
- 1930 – Firma del Piano Young, sostituendo il Piano Dawes (clausola di chiusura del Trattato di Versailles)
- 1939:
  - Seconda guerra mondiale – La Germania nazista attacca la Polonia, iniziando la guerra. L'Italia dichiara la non belligeranza e si mantiene neutrale
  - Viene istituita la Medaglia al merito per i soldati di Wehrmacht, SS, Kriegsmarine, e Luftwaffe. Anche la versione finale della Croce di Ferro viene istituita in questa data
- 1944 – Giorno della liberazione di Firenze
- 1945 – Il Trio Lescano si esibisce per l'ultima volta alla radio italiana
- 1951 – Gli Stati Uniti, l'Australia e la Nuova Zelanda firmano un trattato di mutua protezione, chiamato ANZUS.
- 1958 - L'Islanda espande i suoi territori di pesca sino alle acque del Regno Unito, con la diatriba che sfocerà nella guerra del merluzzo.
- 1969 – Una rivoluzione in Libia porta il colonnello Muʿammar Gheddafi al potere
- 1970 – Tentato assassinio del re Husayn di Giordania da parte di guerriglieri palestinesi
- 1979 – La sonda spaziale statunitense Pioneer 11 diventa la prima a visitare Saturno passando sul pianeta ad una distanza di 21.000 km
- 1980:
  - Chun Doo-hwan diventa presidente della Corea del Sud dopo le dimissioni di Choe Kyu-hah
  - La Maratona della speranza di Terry Fox s'interruppe vicino a Thunder Bay, nell'Ontario
- 1981 – L'IBM lancia sul mercato il primo personal computer: il 5150, basato su processore Intel 8088
- 1983 – Guerra fredda: un jet della Korean Air viene abbattuto da un caccia sovietico quando l'aereo coreano entra nello spazio aereo dell'Unione Sovietica. I morti sono 269
- 1985 – Una spedizione franco-americana individua il relitto del RMS Titanic
- 1991 – L'Uzbekistan dichiara la sua indipendenza dall'Unione Sovietica
- 1997 – In Svizzera iniziano le trasmissioni i canali TSI2, TSR2 ed SF2
- 2004 – A Beslan (Ossezia Settentrionale-Alania, Russia) dei terroristi ceceni armati prendono in ostaggio centinaia di bambini e adulti nella scuola elementare della città.

## Nati
Ci sono circa 1 190 voci su persone nate il 1º settembre; vedi la pagina Nati il 1º settembre per un elenco descrittivo o la categoria Nati il 1º settembre per un indice alfabetico.

## Morti
Ci sono circa 470 voci su persone morte il 1º settembre; vedi la pagina Morti il 1º settembre per un elenco descrittivo o la categoria Morti il 1º settembre per un indice alfabetico.

## Feste e ricorrenze

### Civili
Nazionali:
- Camerun – Festa dell'unità nazionale
- Libia – Festa nazionale
- Russia – Giornata della conoscenza
- Singapore – Festa degli insegnanti
- Slovacchia – Festa della costituzione
- Uzbekistan – Festa dell'indipendenza (dall'URSS)

### Religiose
Italia – Giornata per la custodia del creato
Cristianesimo:
- Inizio dell'anno liturgico della Chiesa ortodossa
- Madonna di Montevergine
- Sant'Adiutore, vescovo
- Sant'Anea, corpo santo
- Sant'Arealdo di Brescia, martire
- Sant'Augusto di Calatia (o di Caserta), protovescovo
- Santa Colomba eremita
- Sant'Arcano da Sansepolcro
- San Costanzo d'Aquino, vescovo
- Sant'Egidio abate
- Sant'Egidio da Sansepolcro
- Sant'Elpidio di Atella, vescovo
- San Giosuè, condottiero di Israele
- San Giustino di Parigi, martire mercedario
- San Lupo di Sens, vescovo
- San Neofito di Lentini, vescovo
- San Nivardo di Reims, vescovo
- San Prisco di Capua, vescovo
- San Sisto di Reims, vescovo
- San Tammaro, vescovo
- San Terenziano di Todi, martire
- Santa Verena di Zurzach
- San Vincenzo di Dax, vescovo e martire
- San Vittore di Le Mans, vescovo
- Beato Alfonso Sebastia Vinals, sacerdote e martire
- Beati Cristino Roca Huguet e undici compagni, religiosi e martiri
- Beata Giovanna Soderini, religiosa
- Beata Giuliana di Collalto, religiosa
- Beato José Samsó Elías, sacerdote e martire
- Beato Luigi Conciso, mercedario
- Beate Maria Carmen Moreno Benitez e Maria Amparo Carbonell Munoz, protomartiri delle Figlie di Maria Ausiliatrice
- Beato Pietro Rivera Rivera, sacerdote e martire
- Beato Simone Ponce, mercedario
- Beata Isabel Cristina Mrad Campos, vergine e martire

Religione romana antica e moderna:
- Calende
- Giove Tonante in Campidoglio
- Giove Libero sull'Aventino
- Giunone Regina sull'Aventino